# Allantactis parasitica
Allantactis parasitica is een zeeanemonensoort uit de familie Hormathiidae.
Allantactis parasitica is voor het eerst wetenschappelijk beschreven door Danielssen in 1890.